# Gudit
Gudit (altäthiopisch ጉዲት, Yodit, deutsch „Judith“) ist eine sagenhafte Königin der Beta Israel, die um das Jahr 960 gelebt haben soll. Gudit ist für ihre Eroberung des Aksumitischen Reichs bekannt, bei der sie Kirchen und Denkmäler zerstört und die Dynastie der Könige von Aksum ausgerottet haben soll. Ihre  Taten wurden mündlich überliefert und ihre Existenz ist durch verschiedene historische Berichte belegt. Trotzdem sind die vorhandenen Informationen über Gudit widersprüchlich und unvollständig.

## Legendenhafte Lebensgeschichte

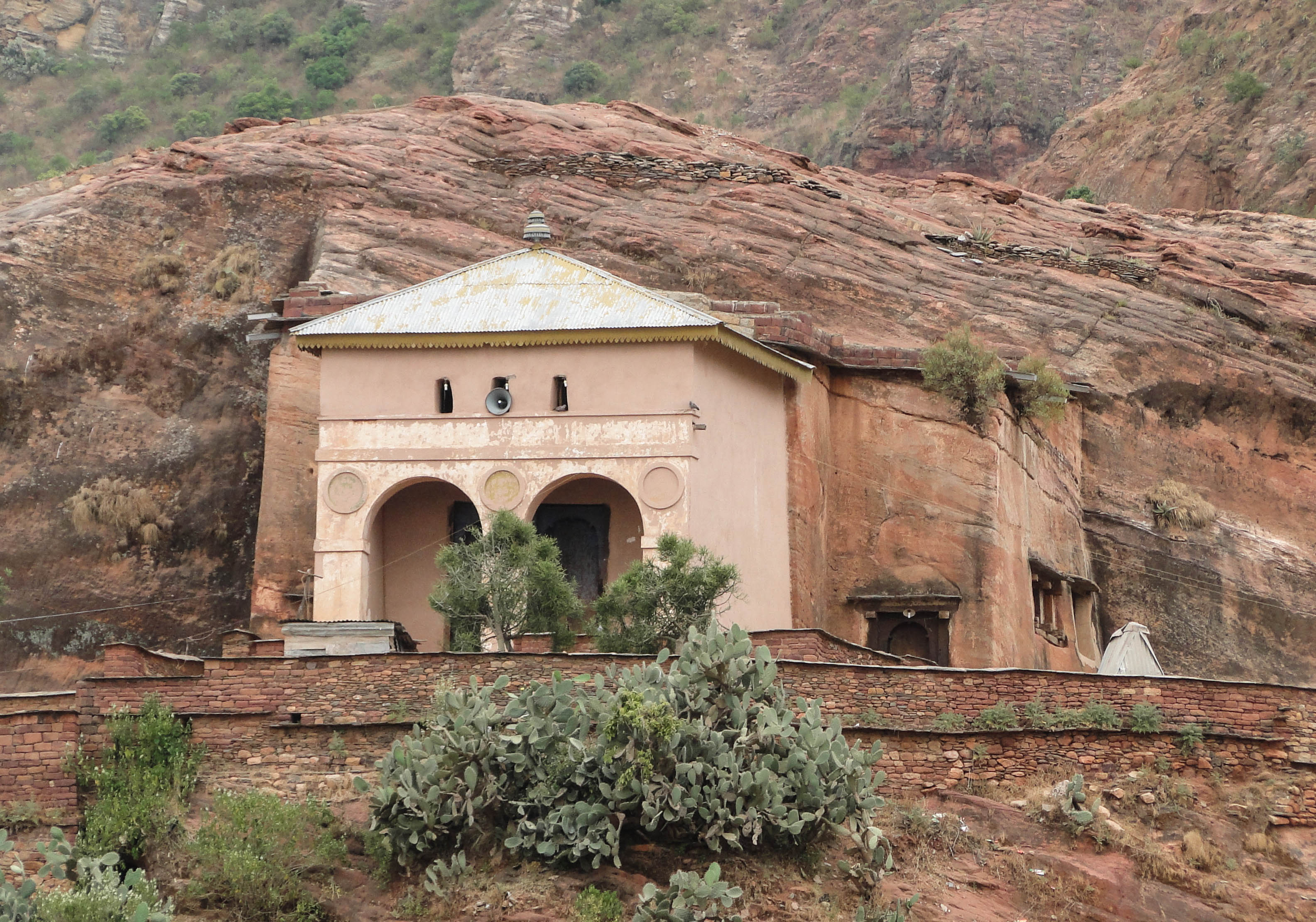
Die Kirche Abreha we Atsbeha

Nach der Überlieferung der Beta Israel war Gudit die Tochter von König Gideon IV. von Simien und wurde in Lasta geboren. Nachdem ihr Vater im Kampf gegen Aksum gefallen war, erbte sie den simischen Thron und formte eine Allianz mit den Agau, um weitere Expansionspläne des christlichen Königreichs aufzuhalten.
Der Historiker Paul B. Henze schreibt: „Man sagt von ihr, dass sie den König getötet und selbst den Thron bestiegen hat, um 40 Jahre lang [über Aksum, Anm.] zu regieren. Berichte über ihre brutalen Untaten sind noch immer unter den Bauern im Norden Äthiopiens verbreitet. Bei meinem ersten Besuch in der Felsenkirche Abreha Atsbeha 1970 bemerkte ich, dass ihre kunstvoll geschnitzte Decke durch Ruß geschwärzt war. Der Priester erklärte dies als ein Werk Gudits, die die Kirche neun Jahrhunderte zuvor mit Heu vollgetürmt und angezündet habe.“
Auch berichtet die äthiopische Geschichtsschreibung von der Einnahme und Inbrandsetzung des Klosters Debre Damo durch Gudit, in dem der König von Aksum seine männlichen Familienmitglieder gefangen hielt. Dies könnte allerdings eine spätere Dichtung in Anlehnung an die Einnahme von Amba Geshen durch Ahmed Gragn sein.

## Nationalität
In der Alexandrinischen Patriarchengeschichte wird die heidnische Kriegerkönigin, die einen großen Aufstand gegen das christliche Königreich führte, als Bani al-Hamwiyah bezeichnet. Da dieser Name keinerlei Rückschluss auf die Herkunft Gudits zulässt, wird seit langem von der Wissenschaft versucht, ihn als Wiedergabefehler zu deuten. Der italienische Gelehrte Carlo Conti Rossini schlug als Erster vor, dass der Name als Bani al-Damutah zu lesen und sie demnach die Herrscherin des Sidamo-Reichs Damoti gewesen sei.
Basierend auf der Überlieferung, dass Gudit Jüdin war, könnte Gudit nach Annahme einiger Wissenschaftler Agauin gewesen sein. Joseph Halévy liest in diesem Zusammenhang den überlieferten Namen als Bani al-Haghouya. Jedoch wird diese Theorie zunehmend angezweifelt und auf äthiopische Quellen verwiesen, die Gudit als Konvertitin darstellen. Denkbar ist auch eine Interpretation des Namens als  al-Yahoudya („die Jüdin“).

## Historische Quellen
Wie bereits oben erwähnt, wird Gudits Krieg gegen Aksum in der Alexandrischen Patriarchengeschichte geschildert. Laut dieser fand er während des Pontifikats von Philotheos statt, welcher zwischen 979 und 1003 koptischer Papst war. Gudits Revolte habe gegen Ende der Herrschaft von Degna Djan als König von Aksum begonnen und wurde laut dem Historiker Taddesse Tamrat vonseiten Alexandrias als göttliche Vergeltung für einen Erbschaftsstreit zwischen den Söhnen Degna Djans betrachtet, bei dem ein Abuna ums Leben gekommen war. Basierend auf den Daten aus der Patriarchengeschichte, laut der Degna Djan König Georg von Makuria um Hilfe bat, lässt sich für den Zeitpunkt des Krieges etwa das Jahr 960 errechnen.
Der zeitgenössische arabische Schriftsteller Ibn Hauqal berichtet: „Das Land der Habescha wird seit vielen Jahren von einer Frau regiert; sie hat den König der Habeschen, der Haḍani genannt wurde, getötet. Bis heute regiert sie mit kompletter Unabhängigkeit in ihrem eigenen Land und dem Grenzgebiet zum Land des Haḍanis im Süden des Habescha-Landes.“ Besagter Haḍani Dan'El war laut dem Afrikawissenschaftler Steve Kaplan ein Warlord aus dem Süden Äthiopiens, der zuvor den König von Aksum zu seinem Vasallen degradiert hatte.
Der König des Jemens sandte 969/970 ein Zebra an den Herrscher des Iraks, das er seinerseits als Geschenk von der Königin der Habescha erhalten hatte. Da die Könige von Aksum stets männlich waren, ist davon auszugehen, dass es sich hierbei um Gudit oder eine Nachfolgerin handelte.